# Schloss Homburg (Homburg am Main)
Das Schloss Homburg ist eine hochmittelalterliche Spornburg und später zum Schloss ausgebaute Wehranlage über dem Main in Homburg am Main im Landkreis Main-Spessart in Bayern.

## Lage
Das Schloss Homburg mit der Denkmalnummer D-6-77-154-15 befindet sich oberhalb des gleichnamigen Ortes im östlichen Mainviereck im Landkreis Main-Spessart. Die Anlage liegt über einem geheiligten Felskegel, dem Homburger Burgberg, der nach drei Seiten steil ins Maintal abbricht und in der in einer Höhle unterhalb der erste Bischof von Würzburg, der Benediktiner Burkard, nach seinem Amtsverzicht und Rückzug als Einsiedler hier 754 verstorben sein soll. Die Burganlage diente zur Absicherung des Würzburger Einflusses in den Südspessart.

## Geschichte
Ursprünglich stand an der Stelle der Burg eine fränkische Grenzfestung aus dem 6. Jahrhundert. Im 8. Jahrhundert ließen die fränkischen Könige im Rahmen des frühmittelalterlichen Landausbaues dort eine Nebenburg als Verkehrs- und Wirtschaftsstützpunkt errichten. Ende des 10. Jahrhunderts kam die Homburg in den Besitz des Hochstifts Würzburg, das es als Lehen an die Grafen von Wertheim weitergab. Ab 1102 war es Burggut des Klosters Triefenstein. Unter dem nun ansässigen Ortsadel, den Herren von Hohenburg, erfolgte im 12. Jahrhundert die Errichtung eines Neubaus. Sie waren Lehensträger der Grafen von Wertheim und Ministeriale des Bistums Würzburg. Des Weiteren waren sie Vögte des Klosters Triefenstein.
Ende des 15. Jahrhunderts machte Bischof Rudolf von Scherenberg von dem verbrieften Rückgaberecht Gebrauch und erwarb den Wertheimer Besitz für 15.500 Gulden. Das Amt Homburg erhielt seinen ersten Oberamtmann, einen Amtskeller und einen Centgrafen. Einer dieser „Amtsleute“ war der Ritter Philipp von Gebsattel. Er legte schließlich den Grundstein für die heutige Bauform des Schlosses.
An Stelle einer Trutzburg entstand 1568 ein Gebäude mit schlossähnlichem Charakter. Bis 1602 war es das Gebsattelsche Adelsschloss. Von 1686 bis 1831 beherbergte es das Würzburgisches Rentamt. Zu Beginn des 19. Jahrhunderts ging Homburg und sein Schloss in den Besitz des Königreiches Bayern über und gehörte fortan zum Großherzogtum Würzburg. 1869 erwarb die Gemeinde das Schloss. Es diente fortan bis 1978 als Pfarrhaus, Schule und als Sitz der Gemeindeverwaltung. Nach zunehmenden Verfall wurde das Schloss Ende der 1990er Jahre vom „Verein zur Rettung von Schloss Homburg“ aufwendig saniert und ist seit 1998 das Schmuckstück der Gemeinde.

## Beschreibung
Der Hauptbau ist ein dreigeschossiger Dreiflügelbau mit vorkragenden Zierfachwerkobergeschossen über unregelmäßig T-förmigem Grundriss mit verschiedenen Dachformen (Sattel-, Walm-, Krüppelwalm-, Schopfwalmdächer), ursprünglich aus dem 16. Jahrhundert. Im Schlossgebäude befindet sich ein kleiner Festsaal mit stuckierter Decke aus dem 17. Jahrhundert und im Erdgeschoss liegt eine spätgotische Kapelle, bezeichnet 1568, die im späten 17. Jahrhundert einen Umbau erfuhr und einen eingeschossigen Krüppelwalmdachanbau des 19. Jahrhunderts aufweist.
Dem runden Bergfried, Hoher Turm genannt, der vom heutigen Haupthaus abseits steht und den Innenhof prägt, wurde im 18. Jahrhundert noch ein oktogonaler Aufbau mit langen Bogenfenstern und Steildach aufgesetzt. Aus der Wand des Turmes ragt eine Neidfigur hervor, ein Löwenkopf mit langer ausgestreckter Zunge.
Eine dreifache Bogenbrücke ist heute der Zugang zur Burganlage von der Ortsseite.

## Heutige Nutzung
Im Jahr 1999 riefen Elvira Lantenhammer und der Musiker Michael Günther das Kunstprojekt „Kunst in Schloss Homburg“ ins Leben und schufen damit eine Plattform für zeitgenössische Kunst. In den Atelierräumen und Ausstellungsräumen im Schloss Homburg veranstaltet die Künstlerin alljährlich die „Sommerakademie Schloss Homburg“ mit verschiedenen Kursen und Veranstaltungen zu den Schwerpunkten Malerei, Zeichnung, Fotografie und Performance. In einem anderen Gebäudetrakt ist die international renommierte Künstlerin Linda Schwarz mit ihrem Atelier und druckgrafischen Werkstatt zu Hause. Aus der ehemaligen Ritterburg ist ein künstlerisches Kleinod geworden.

## Fotogalerie

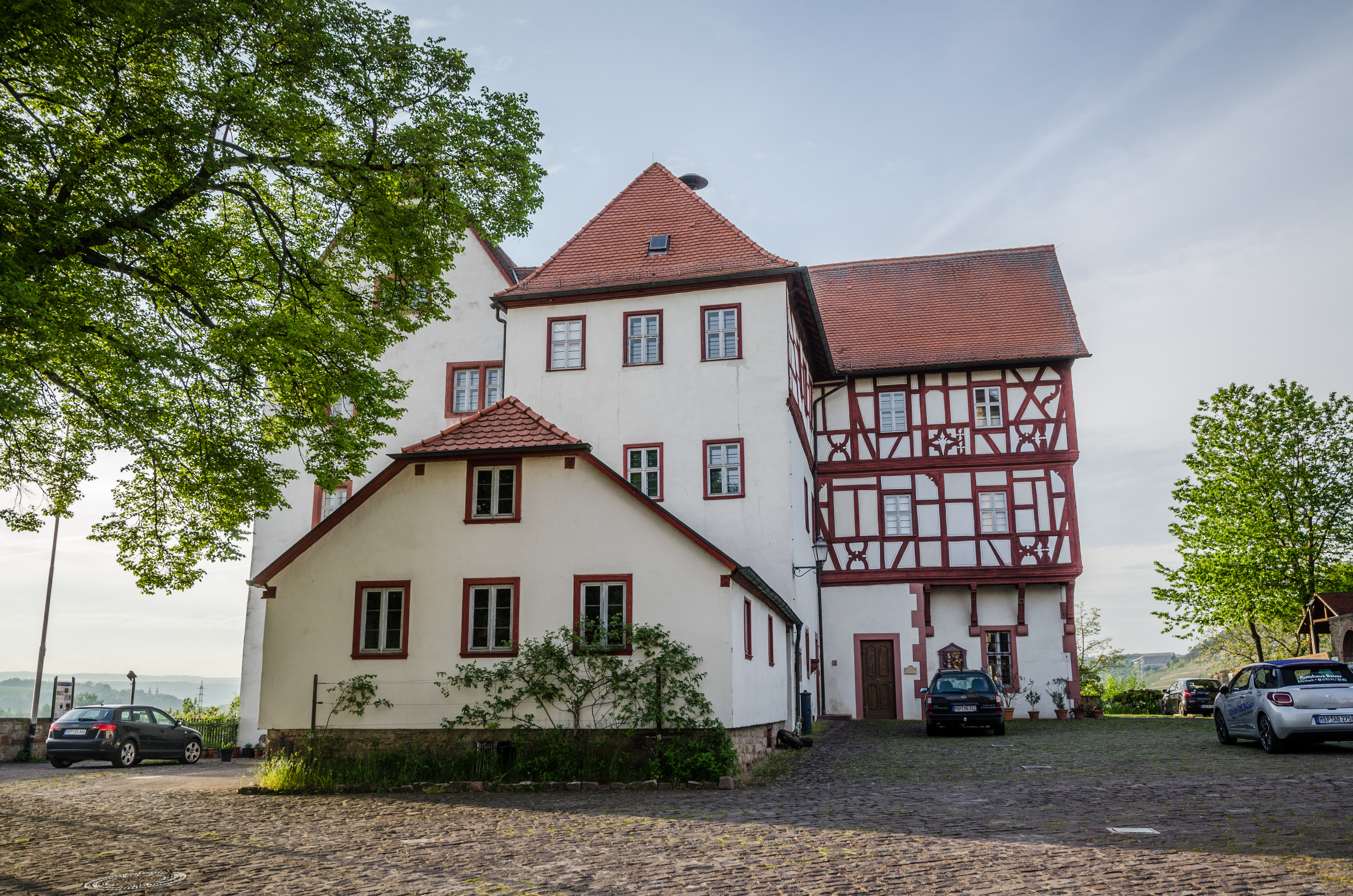
Schloss Homburg
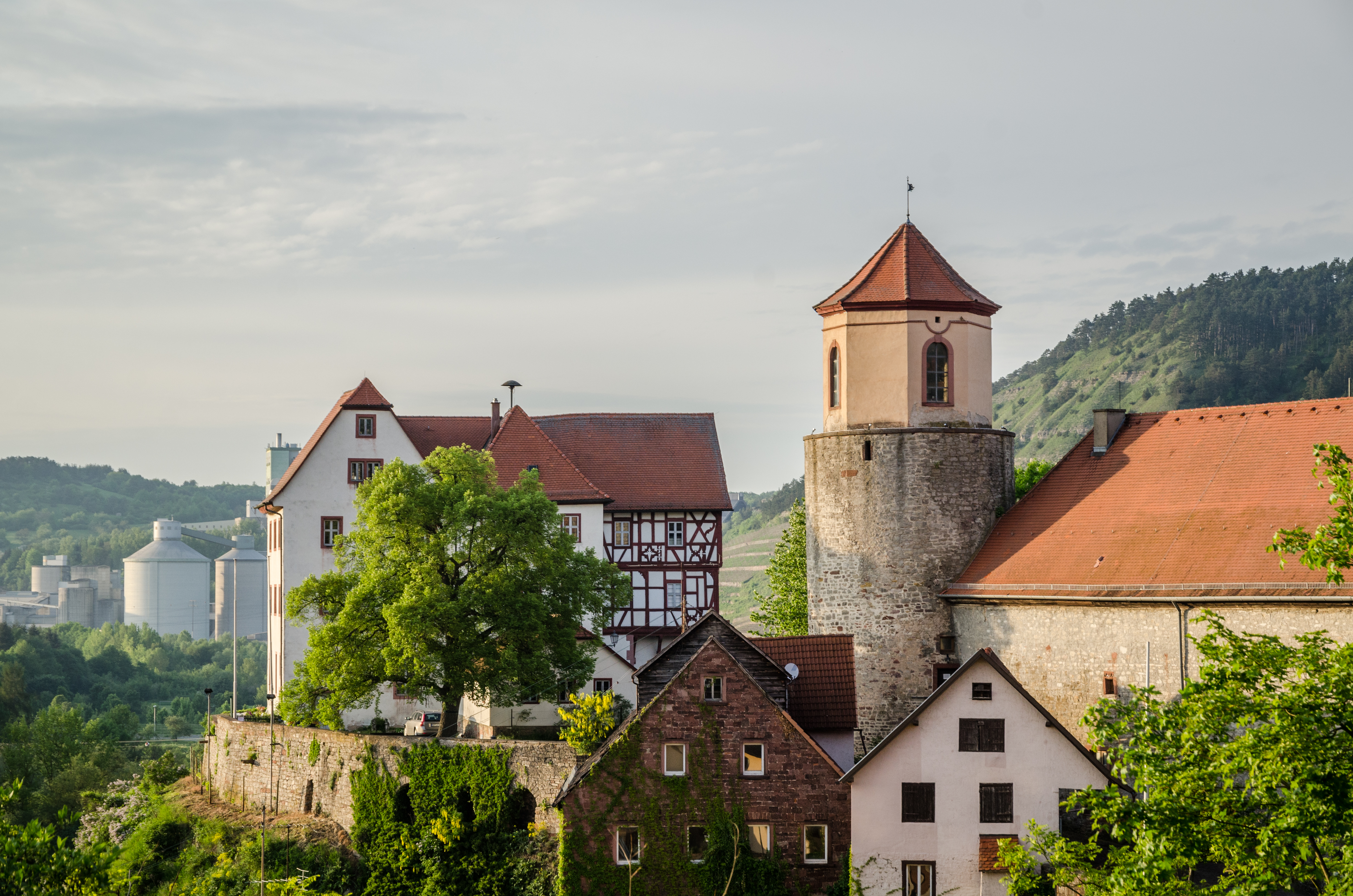
Gesamtbild der Schlossanlage
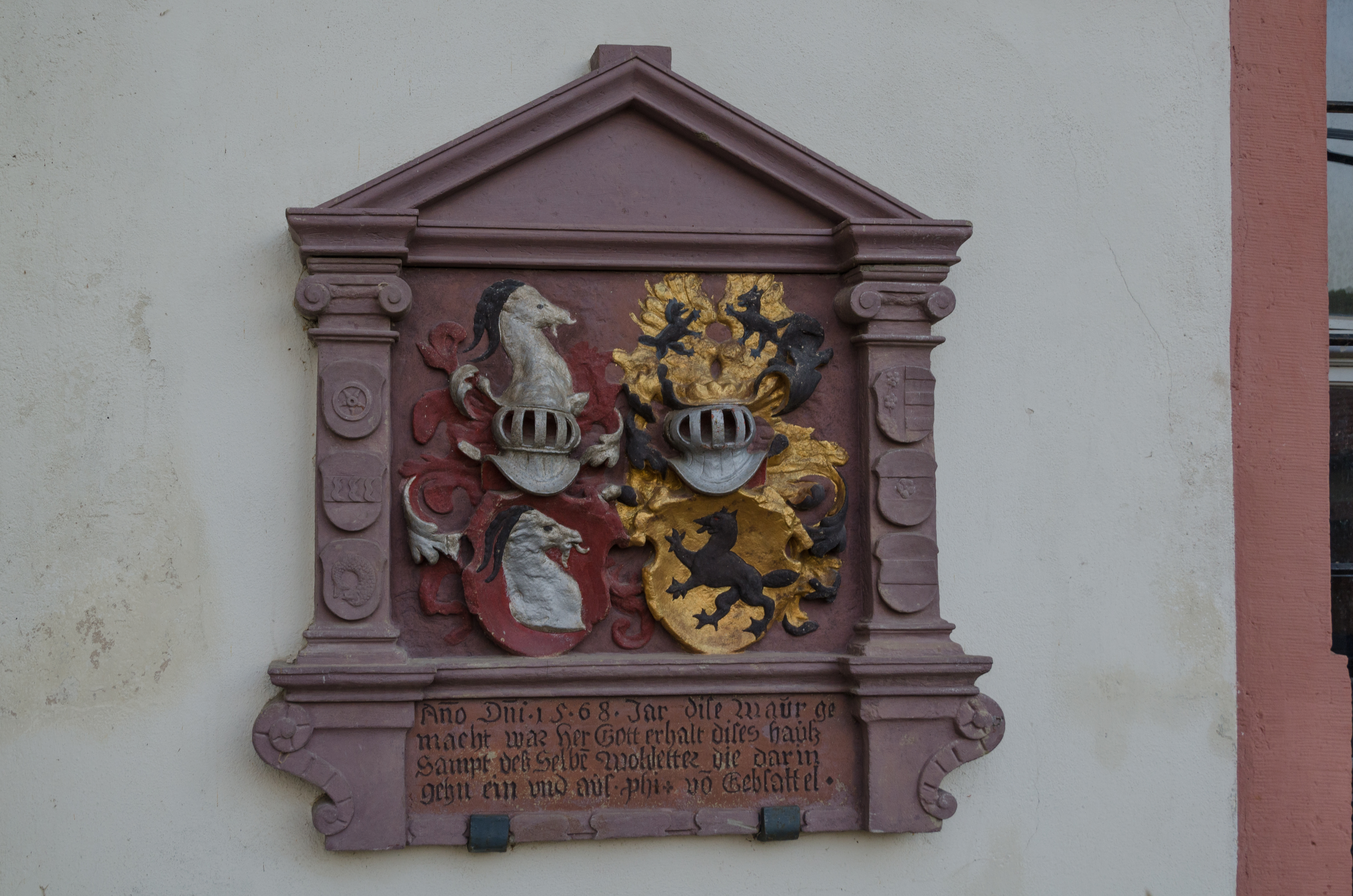
Allianzwappen mit Dreiecksgiebel der Herren von Gebsattel und Bibra mit Spruch und Jahreszahl 1568 im darunterliegenden Fries
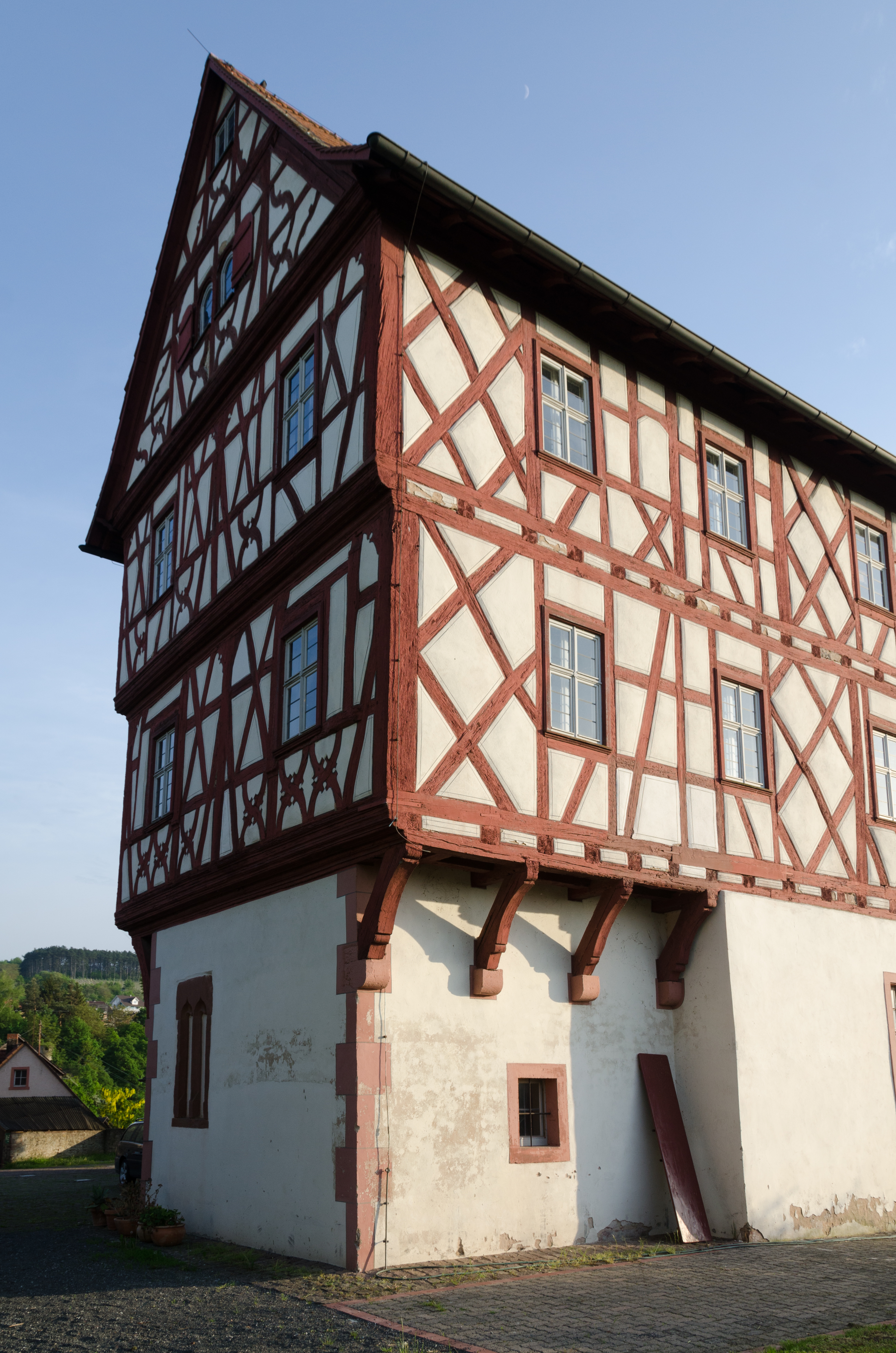
Palas, Erdgeschoss gemauert, darüber auskragendes zweigeschossiges Fachwerk
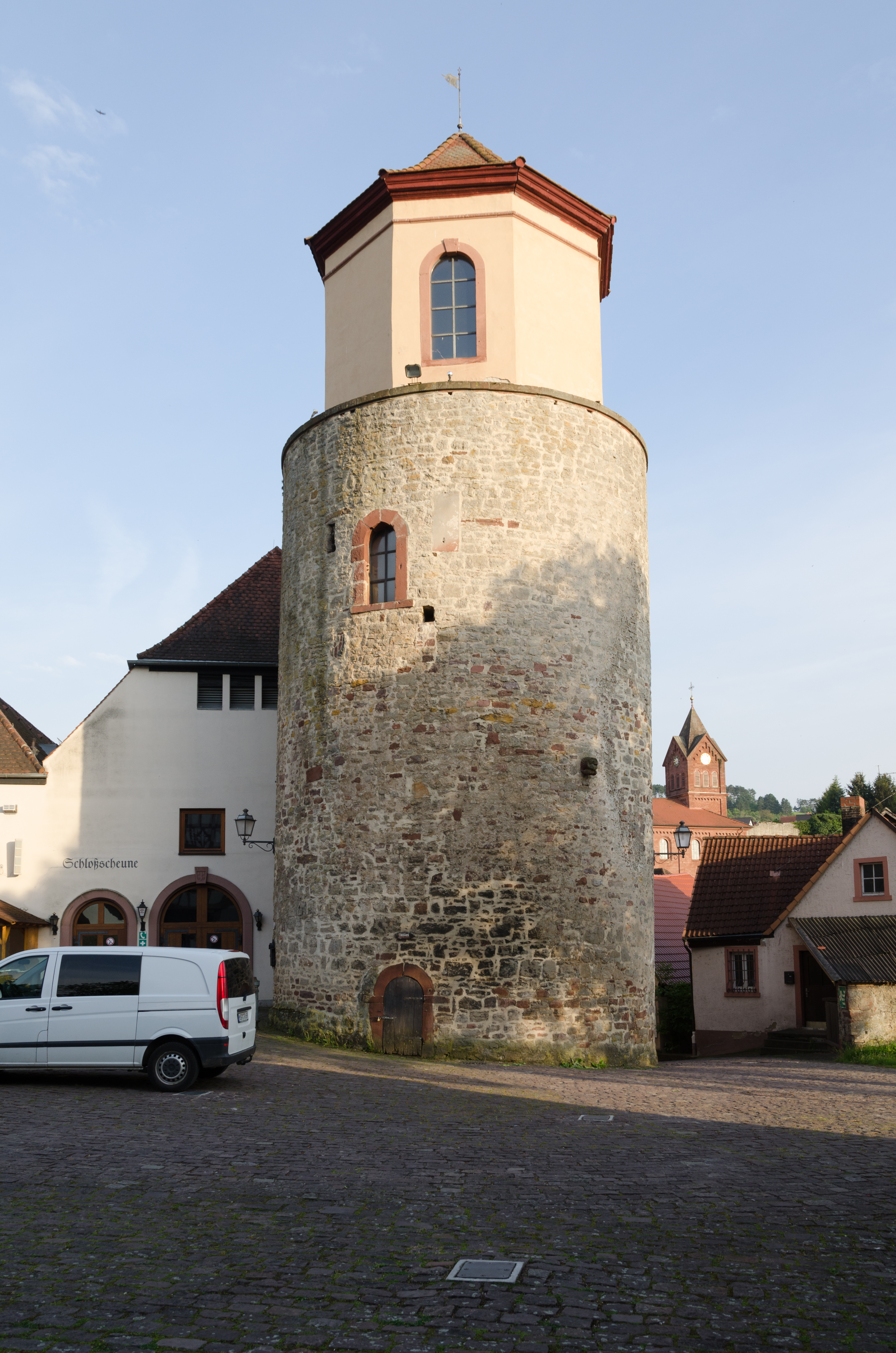
Bergfried und Schlossscheune